# Moste, Žirovnica
Moste so vas v Občini Žirovnica. Tik ob naselju Žirovnica leži vas Moste. V Mostah je hidroelektrarna z visokim jezom na reki Savi, ki zaustavlja vodo v rečnem jezeru vse do Jesenic. Ob stari cesti proti Jesenicam stoji spomenik 30 talcem, ki jih je med NOB 1942 okupator na tistem mestu postrelil. V Mostah se odcepi stranska cesta mimo umetnega jezera v dolino Završnice. Pri jezeru je nov odcep ceste do znamenitega arheološkega najdišča Ajdna nad Potoki.